# Tipula (Acutipula) lambertoniana
Tipula (Acutipula) lambertoniana is een tweevleugelige uit de familie langpootmuggen (Tipulidae). De soort komt voor in het Afrotropisch gebied.